# Споразум у Тати
Споразум у Тати је споразум склопљен 1426. између угарског краља Жигмунда Луксембуршког и српског деспота Стефана Лазаревића. Жигмунд је овим споразумом прихватио Ђурђа Бранковића као наследника Стефана Лазаревића на месту српског деспота. Овим споразумом српски владар се обавезао да ће његов наследник Угрима вратити Београд, Голубац и Мачву, због чега ће деспот Ђурађ Бранковић бити приморан да изгради нову престоницу на Дунаву, Смедерево.